# Bonita (California)
Bonita es un lugar designado por el censo ubicado en el condado de San Diego en el estado estadounidense de California. En el año 2000 tenía una población de 12,401 habitantes y una densidad poblacional de 939.5 personas por km².

## Geografía
Bonita se encuentra ubicado en las coordenadas 33°16′47″N 117°11′37″O / 33.27972, -117.19361. Según la Oficina del Censo, la ciudad tiene un área total de 13,2 km² (5,1 mi²), de la cual 12,7 km² (4,9 mi²) es tierra y 0,5 km² (0,2 mi²) (3.54%) es agua.

## Demografía
Según la Oficina del Censo en 2007 los ingresos medios por hogar en la localidad eran de $92,046, y los ingresos medios por familia eran $92,046. Los hombres tenían unos ingresos medios de $60,495 frente a los $40,653 para las mujeres. La renta per cápita para la localidad era de $61,131. Alrededor del 3.7% de la población estaban por debajo del umbral de pobreza.